# Джедаїзм
Джедаїзм (англ. Jediism) — штучна релігійно-філософська пантеїстична течія, заснована на віровченні Ордена джедаїв з кіноепопеї «Зоряних війн». Поширена переважно в англомовних країнах, де від десятків до сотень тисяч людей ідентифікують себе в переписах населення як «джедаїв» (джедаїстів). Вважається, що кількість реальних джедаїстів насправді мізерна, але більшість із тих, хто записав себе в них, зробила це на знак своєрідного протесту проти втручання держави в духовне життя громадян, а також аби пожартувати, відверто глузуючи над урядами своїх країн.

## Віровчення
Основа віровчення джедаїстів міститься в фільмах кіносаги «Зоряні війни». Згідно з ним, основою всього буття є метафізична Сила, що пронизує та пов'язує як речі, так і живих істот. Усе є частиною Сили, лише переходячи з часом в інші форми. Мудрість і стриманість дозволяють відчувати Силу, знаходити згідно цих відчуттів порушення світового балансу протилежностей і виправляти його — як у собі, так і навколишньому світі. Джедаїсти прагнуть бути незворушними й незалежними від матеріальних благ чи особистих прив'язаностей, терплячими та співчутливим. Любов і турбота, мирне вирішення проблем в різних проявах є головними в діяльності джедая, проте він повинен і виявляти відвагу в подоланні перешкод, не допускаючи марних смертей та страждань.
«Орден джедаїв», який представляє джедаїзм, стверджує, що «Зоряні війни» лише подають в доступній формі ідеї, наявні в інших вченнях. Тому твори за «Зоряними війнами» не є священними чи канонічними, як і творець кіносаги Джородж Лукас не є пророком. Ці твори пропонують своєрідний міф, який робить абстрактні ідеї більш наочними.
Джедаїзм спирається на гуманістичний базис, джедаїстам належить вірити у (й підтримувати):
- Силу та цінність всього життя, котре вона пронизує.
- Недоторканість людської особистості. Джедаїсти виступають проти тортур, жорстокого або невиправданого покарання, включаючи смертну кару.
- Суспільство, яке керується законами, обґрунтованими розумом і співчуттям, а не страхом чи забобонами.
- Суспільство, яке не дискримінує за ознакою сексуальної орієнтації чи обставин народження, таких як стать, етнічна приналежність та національне походження.
- Етику взаємності й те, що моральні концепти не є абсолютними, а різняться залежно від культури, релігії та часу.
- Позитивний вплив на суспільство духовного зростання та обізнаності.
- Важливість свободи совісті та самовизначення всередині релігійних, політичних та інших структур.
- Розділення релігії та влади, свободу слова, об'єднання та вираження.

Аби бути «джедаєм», слід регулярно вдосконалювати свої вміння, вдаватися до медитацій, а також уміти захистити себе. Джедаїсти повинні передбачати наслідки своїх дій або бездіяльності й не допускати, щоб вони пішли на шкоду собі чи іншим.

## Походження
Прихильники джедаїзму від самого початку взялися за активну пропагандистську роботу. Так, у 2000 році багато користувачів Інтернету у Великій Британії отримали електронні послання від анонімних прихильників джедаїзму. В посланні йшлося, що якщо під час майбутнього перепису населення 2001 року значна кількість осіб визначить своє віросповідання як «джедаїзм», то влада змушена буде визнати нову релігію офіційно. Ці послання також закликали людей визнавати себе вірянами джедаїзму, якщо їм подобаються «Зоряні війни», або якщо вони хочуть просто пожартувати. Деякими серйозними причинами цього руху називають протест проти опитувань подібного роду: деякі вважали, що питання релігії — суто приватна справа і уряд не має права проводити такі опитування.

## Поширеність феномена
Агітація не пройшла даремно: у Великій Британії необхідний для визнання десятитисячний бар'єр був перевищений у декілька разів. Британське Міністерство юстиції надало новій релігії код 896, що символічним чином збігся з роком народження Йоди. Язичники були під номером 897, атеїсти — 898, а британці, що не вказали в переписних аркушах взагалі ніякої релігії, — 899.
У лютому 2003 року були підведені остаточні підсумки перепису, за підсумком яких виявилося, що прихильників нової релігії у Великій Британії навіть більше, ніж буддистів або юдеїв. Згідно з уточненими даними, там проживає 390 тисяч прихильників джедаїзму.
Спроба офіційно зареєструвати Орден джедаїв у 2016 році, однак, провалилася. Комісія постановила, що Ордену «бракує необхідного духовного чи секулярного елемента». Його було визначено як «загалом мережеву організацію, переважно, якщо не цілковито, онлайнову спільноту», яка не надала «достатньо доказів, що духовне вдосконалення є центральним у віруваннях чи практиках». За рішенням комісії, сукупність переконань, які поєднує джедаїзм, не є достатньо унікальною для визнання джедаїзму новою релігією.
В Австралії прихильниками джедаїзму оголосили себе понад 70 тисяч людей в перепису 2001 року. Однак Австралійське статистичне бюро заявило, що будь-які відповіді на запитання про віросповідання, які були визначені як джедаїзм, повинні бути класифіковані як такі, що утруднилися з відповіддю. Статистичне бюро також закликало населення поставитися серйозніше до опитування і зважати на соціальні наслідки неправдивих даних у перепису. Побоювання щодо фальсифікації даних перепису примусили уряд у 2006 році ввести штрафи за свідомо неправдиву інформацію в офіційному переписі.
У Новій Зеландії понад 53 тис. людей вказали свою приналежність до джедаїзму. Нова Зеландія має найбільшу в світі кількість переписаних джедаїстів на душу населення — 1,5 % всієї кількості населення. Статистики записали відповіді джедаїстів як «Відповідь зрозуміла, але не порахована».

## Джедаїзм в Україні
В Україні джедаїзм став основою саркастичної «Інтернет Партії» під час виборів 2014 року.
У Харкові існує Школа Джедаїв.